# جامع العزيز الحكيم
تحتوي مدينة الموصل على الكثير من المساجد الأثرية القديمة بالإضافة إلى المراقد والأضرحة. وفيها الكثير من المساجد الحديثة التي بُنيت بعد عام 2003.

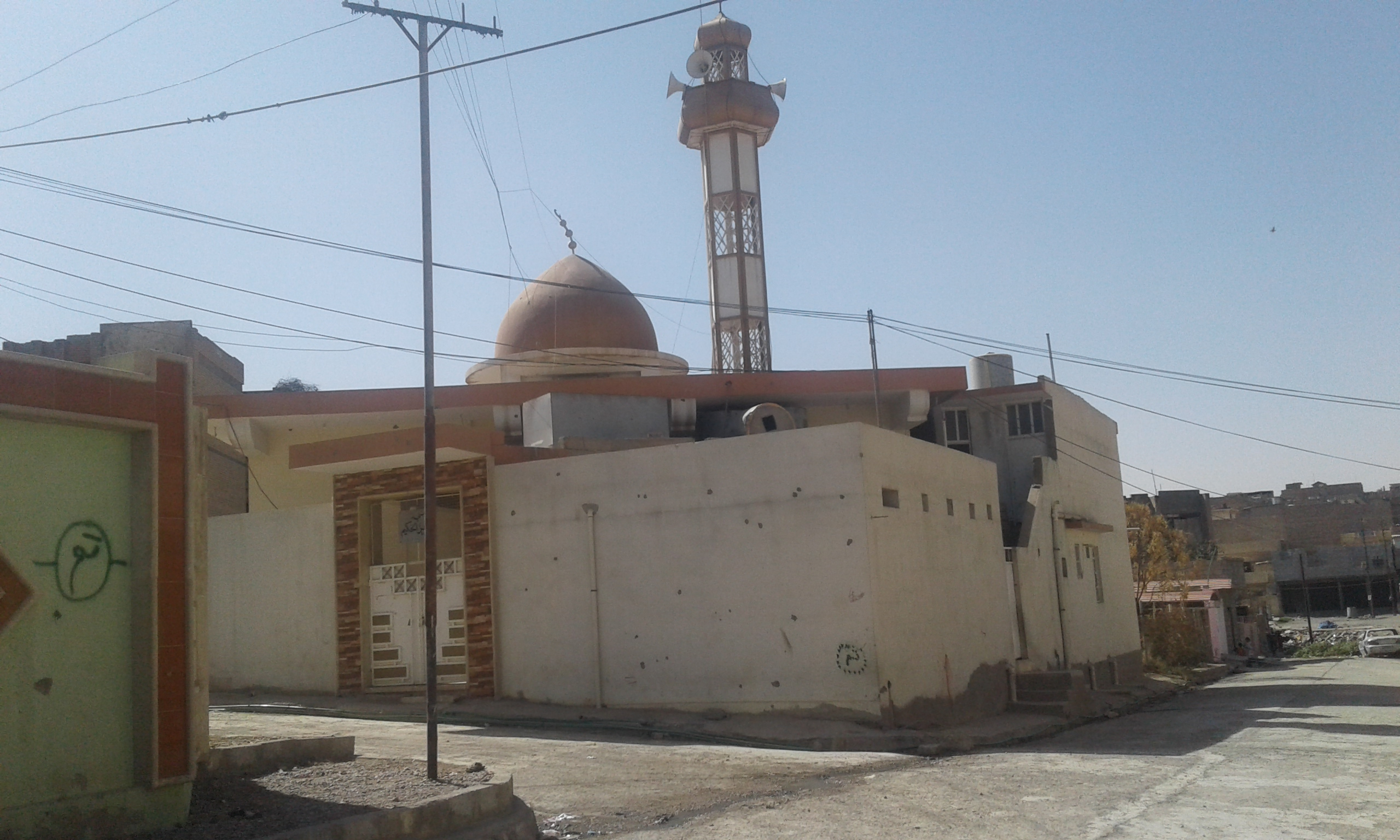
مسجد العزيز الحكيم_الموصل

ومنها مسجد العزيز الحكيم هو جامع أو مسجد صغير يقع في حي المأمون في الساحل الأيمن لمدينة الموصل في العراق، وبالتحديد في شقق المأمون قرب الشارع العام. في المسجد قبة واحدة صغيرة ومئذنة حديدية واحدة، وبالرغم من صغر حجمه إلا أنه مبني بطريقة حديثة، حيث غُلفت جدرانه وصواريه بالسيراميك وفُرشت أرضيته بالكاشي وزُينت سقوفه بالسقوف الثانوية الجميلة والعازلة للحرارة، والمسجد مجهز بمستلزمات جيدة من أجهزة تكييف وإنارة ومولدة للكهرباء، وغيرها. وفيه بيت صغير للإمام.